# Friedrich von Rochow
Friedrich von Rochow (n. 12 august 1881, Kloster Lehnin, Brandenburg, Germania – d. 17 august 1945, Kloster Lehnin, Brandenburg, Germania) a fost un Jocheu german, medaliat olimpic. A participat la o ediție a Jocurilor Olimpice (1912) în care a câștigat două medalii de argint.